# Physalaemus santafecinus
Physalaemus santafecinus és una espècie de granota que viu a l'Argentina i, possiblement també, Uruguai.
Està amenaçada d'extinció per la pèrdua del seu hàbitat natural.